# 南麻内駅
南麻内駅（みなみあさないえき）は、樺太本斗郡本斗町に存在した樺太庁鉄道西海岸線の駅。

## 歴史
- 1936年（昭和11年）9月1日：開業[1]。
- 1941年（昭和16年）12月1日：駅休止。
- 1943年（昭和18年）4月1日：南樺太の内地化により、鉄道省に移管。同時に駅廃止。

## 駅名の由来
当駅の所在する地名からであり、地名はアイヌ語の「アッサンナイ」（川上にオヒョウの木のある川）、「アサウン・ナイ」（崖の所に入る川）、「アサム・ナイ」（入江（または沼）の奥の川）による。

## 隣の駅
樺太庁鉄道
西海岸線
阿幸駅 - 南麻内駅 - 麻内駅